# HD 33564
HD 33564 — звезда в приполярном созвездии Жирафа. Звезда имеет видимую звёздную величину +5,19m и, согласно шкале Бортля, звезда видна невооружённым глазом на засвеченном пригородном небе (англ.  Bright suburban sky).
Из измерений параллакса, полученных во время миссии Gaia известно, что звезда удалена примерно на 68,4 св. лет (20,97 пк) от Земли. Звезда наблюдается севернее 11° ю. ш., то есть видна севернее Анголы, ДРК, о-ва Роти, Соломоновых Островов, бразилильского шт. Акри и видна в северной приполярной области неба круглый год.
Звезда HD 33564 движется со средней скоростью относительно Солнца: её радиальная гелиоцентрическая скорость равна −10 км/с, что равно средней скорости местных звёзд Галактического диска, а также это значит, что звезда приближается к Солнцу. Звезда приблизится к Солнцу на расстояние 58,16 св. лет через 512 000 года, когда звезда увеличит свою яркость на величину 0,33m до величины 4,84m (то есть будет светить как Эпсилон Кита светят сейчас). По небосводу звезда движется на юго-восток, проходя по небесной сфере 0,180 секунд дуги в год.
Средняя пространственная скорость HD 33564 имеет компоненты (U, V, W)=(19.8, 5.0, −3.9), что означает U=19,8 км/с (движется к галактическому центру), V=5,0 км/с (движется по направлению галактического вращения) и W=−3,9 км/с (движется в направлении южного галактического полюса).

## Имя звезды
HD 33564 является обозначением из каталога Генри Дрейпера.
Обозначения компонентов как HD 33564 AB и AC вытекают из конвенции, используемой Вашингтонским каталогом визуально-двойных звёзд (WDS) для звёздных систем, и принятого Международным астрономическим союзом (МАС).

## Свойства HD 33564
HD 33564 — судя по её спектральному классу F7V, звезда является карликом спектрального класса F, что указывает на то, что водород в ядре звезды пока ещё служит ядерным «топливом», то есть звезда пока ещё находится на главной последовательности. Звезда, судя по её массе, которая равна 1,36 ± 0,08 {\displaystyle M_{\bigodot }}, родилась как звезда спектрального класса F0-F3. Когда она вышла на главную последовательность её радиус был порядка 1,3-1,4 {\displaystyle R_{\bigodot }}, а температура порядка 7500-7000 К. Однако в процессе эволюции радиус звезды увеличился, а температура упала. Сейчас звезда излучает энергию со своей внешней атмосферы при эффективной температуре около 6396 К, что придаёт ей характерный жёлто-белый цвет.
В связи с небольшим расстоянием до звезды её радиус может быть измерен непосредственно, и такая попытка была сделана в 1983 году Данные об этом измерении приведены в таблице:
| Имя звезды | Год  | m    | Спектр | D (mas) | Rабс ({\displaystyle R_{\bigodot }}) | Комм.  |
| Глизе 196  | 1983 | 5.04 | F6V    | —       | 1.1                                  | [ 13 ] |

Сейчас мы знаем, что радиус звезды должен быть 1,51 {\displaystyle R_{\bigodot }}, то есть прямое измерение 1983 года было, довольно адекватным, но недостаточно точным.
Светимость звезды, равна 3,42 {\displaystyle L_{\bigodot }}. Для того, чтобы планета, аналогичная нашей Земле, получала бы примерно столько же энергии, сколько она получает от Солнца, её надо было бы поместить на расстоянии 1,85 а. е., во внутреннюю часть главного пояса астероидов, а более конкретно, на орбиту астероида Высоцки. Причём с такого расстояния HD 33564 выглядела бы на 13 % меньше нашего Солнца, каким мы его видим с Земли — 0,43° (угловой диаметр нашего Солнца — 0,5°).
Звезда имеет поверхностную гравитацию, характерную для проэволюционировавших карликов — 4,27 СГС или 186,2 м/с2, то есть на 42 % меньше, чем на Солнце (274,0 м/с2). Скорость вращения HD 33564 практически равна 0 км/с, но, скорее всего, потому, что мы видим звезду практически с полюса. HD 33564 находится в зоне существования «скорости отрыва», которая приходится на спектральный класс F5. Выше него горячее звезды вращаются намного быстрее (со скоростями порядка 150-250 км/с) в результате падения их внешних конвективных слоёв. Правда в результате генерирации магнитные поля, в сочетании со звёздными ветрами их вращение замедляется со временем, но не до нуля.
Звезды, имеющие планеты, имеют тенденцию иметь большую металличность по сравнению Солнцем, и HD 33564 имеет значение металличности равное солнечному +0,02, то есть 105 % от солнечного значения, что позволяет предположить, что звезда «пришла» из тех областей Галактики, где было столько же металлов, и рождено в молекулярном облаке благодаря такому же плотному звёздному населению и такому же количеству сверхновых звёзд.
Текущий возраст звезды не измерен, однако звезда отнесена к движущейся группе звёзд Большой Медведицы, а вораст это группы равен 500 ± 100 млн. лет. Также известно, что звёзды с массой 1,36 {\displaystyle M_{\bigodot }} живут на главной последовательности порядка 4,23 млрд. лет, так что через 3,75 млрд. лет HD 33564 станет красным гигантом, а затем, сбросив внешние оболочки, станет белым карликом. Предполагая, что эволюция жизни на углеродной основе, носит универсальный характер и полагая, что космосе действуют те же законы, что и на Земле, можно сказать, что на планете аналогичной Земле рядом с HD 33564 эволюция находится на стадии катархея, то есть на стадии формирования, а закончится на стадии пермского периода.

## Планетная система
В сентябре 2005 года была обнаружена массивная экзопланета, вращающаяся вокруг звезды в окружении диска. Однако к следующему месяцу диск был опровергнут, потому что инфракрасное излучение фактически исходит от фоновой галактики, находящейся на очень малом угловом расстоянии от звезды.
Таким образом HD 33564 имеет одну подтверждённую планету, газовый гигант с обозначением HD 33564 b. Планета обращается вокруг родительской звезды за 388 дня на расстоянии 1,1 а.е. Эксцентриситет довольно большой — 0,34. Таким образом в процессе вращения планета, то приближается к звезде на расстояние 0,726 а.е. (то есть почти до орбиты Венеры — 0,72 а.е.), то удаляется на расстояние 1,474 а.е. (то есть почти до орбиты Марса — 1,52 а.е.) Её приблизительная масса составляет по крайней мере 9,1 массы Юпитера. Равновесная температура планеты — порядка 324 К.

## История изучения кратности звезды
У оптической пары звёзд, исследовалось относительное движение компонентов, с использованием метода видимых параметров движения. В 1834 году российский немецкий астроном В. Я. Струве, основываясь на записях от 1825 года открыл сначала двойственность системы HD 33564, то есть он открыл компонент B, а затем (в 1900 году) после его смерти была открыта тройственность системы HD 33564, то есть компонент С и звёзды вошли в каталоги как STF 634.
Согласно Вашингтонскому каталогу визуально-двойных звёзд, параметры этих компонентов приведены в таблице:
| Компонент | Год  | Количество измерений | Позиционный угол | Угловое расстояние | Видимая звёздная величина компонента I | Видимая звёздная величина компонента II |
| AB        | 1825 | 92                   | 346°             | 37,0″              | 5.14m                                  | 9.14m                                   |
| AB        | 1834 | 92                   | 349°             | 34″                | 5.14m                                  | 9.14m                                   |
| AB        | 2016 | 92                   | 142°             | 31,1″              | 5.14m                                  | 9.14m                                   |
| AC        | 1900 | 7                    | 330°             | 192,6″             | 5,14m                                  | 9,18m                                   |
| AC        | 2014 | 7                    | 333°             | 170,1″             | 5,14m                                  | 9,18m                                   |

У звезды HD 33564, похоже, нет ни одного спутника:
- компонент B, звезда 9-й величины, находящаяся на угловом расстоянии 31,1 секунд дуги. Звезда имеет каталожный номер BD+79 168[19]. У звезды известен параллакс и, судя по нему, звезда находится на расстоянии 630 св. лет и, соответственно, в систему HD 33564 она не входит, являясь просто фоновой звездой;
- компонент C, звезда 9-й величины, находящаяся на угловом расстоянии 170,1 секунд дуги. Звезда имеет каталожный номер BD+79 167[20]. У звезды известен параллакс и, судя по нему, звезда находится на расстоянии 1930 св. лет и, соответственно, в систему HD 33564 она не входит, являясь просто фоновой звездой, скорее всего оранжевым карликом.

## Ближайшее окружение звезды
Следующие звёздные системы находятся на расстоянии в пределах 20 световых лет от звезды HD 33564 (включены только: самая близкая звезда, самые яркие (<6,5m) и примечательные звёзды). Их спектральные классы приведены на фоне цвета этих классов (эти цвета взяты из названий спектральных типов и не соответствуют наблюдаемым цветам звёзд):
| Звезда   | Спектральный класс | Расстояние, св. лет |
| HD 46588 | F8 V               | 11.05               |
| HD 90089 | F2 V               | 14.11               |
| HD 7924  | K0V                | 18.80               |

Рядом со звездой, на расстоянии 20 световых лет, есть ещё порядка 15 красных, оранжевых карликов и жёлтых карликов спектрального класса G, K и M, а также 1 белый карлик которые в список не попали.